# Zsolt Németh (esgrimidor)
Zsolt Németh (Budapest, 19 de julio de 1963) es un deportista húngaro que compitió en esgrima, especialista en la modalidad de florete. Es hijo del bicampeón olímpico en pentatlón moderno Ferenc Németh; está casado con la esgrimidora Zsuzsanna Jánosi.
Ganó una medalla de oro en el Campeonato Europeo de Esgrima de 1991, en la prueba por equipos. Participó en los Juegos Olímpicos de Barcelona 1992, ocupando el cuarto lugar en la misma prueba.

## Palmarés internacional
| Campeonato Europeo | Campeonato Europeo | Campeonato Europeo | Campeonato Europeo  |
| Año                | Lugar              | Medalla            | Prueba              |
| ------------------ | ------------------ | ------------------ | ------------------- |
| 1991               | Viena (Austria)    | Medalla de oro     | Florete por equipos |